# Thuré (Viena)
Thuré és un municipi francès situat al departament de la Viena i a la regió de la Nova Aquitània. L'any 2007 tenia 2.762 habitants.

## Demografia

### Població
El 2007 la població de fet de Thuré era de 2.762 persones. Hi havia 1.056 famílies de les quals 220 eren unipersonals (96 homes vivint sols i 124 dones vivint soles), 400 parelles sense fills, 396 parelles amb fills i 40 famílies monoparentals amb fills.
La població ha evolucionat segons el següent gràfic:
Habitants censats

### Habitatges
El 2007 hi havia 1.215 habitatges, 1.084 eren l'habitatge principal de la família, 62 eren segones residències i 69 estaven desocupats. 1.191 eren cases i 22 eren apartaments. Dels 1.084 habitatges principals, 937 estaven ocupats pels seus propietaris, 133 estaven llogats i ocupats pels llogaters i 14 estaven cedits a títol gratuït; 2 tenien una cambra, 44 en tenien dues, 153 en tenien tres, 340 en tenien quatre i 545 en tenien cinc o més. 913 habitatges disposaven pel capbaix d'una plaça de pàrquing. A 369 habitatges hi havia un automòbil i a 651 n'hi havia dos o més.

### Piràmide de població
La piràmide de població per edats i sexe el 2009 era:
| Homes | Edats   | Dones |
| ----- | ------- | ----- |
| 0     | 95 o +  | 8     |
| 4     | 90 a 94 | 0     |
| 0     | 85 a 89 | 16    |
| 0     | 80 a 84 | 4     |
| 28    | 75 a 79 | 24    |
| 60    | 70 a 74 | 64    |
| 72    | 65 a 69 | 76    |
| 80    | 60 a 64 | 72    |
| 64    | 55 a 59 | 88    |
| 96    | 50 a 54 | 100   |
| 96    | 45 a 49 | 116   |
| 132   | 40 a 44 | 112   |
| 84    | 35 a 39 | 96    |
| 92    | 30 a 34 | 72    |
| 56    | 25 a 29 | 64    |
| 60    | 20 a 24 | 56    |
| 96    | 15 a 19 | 88    |
| 92    | 10 a 14 | 96    |
| 80    | 5 a 9   | 76    |
| 60    | 0 a 4   | 44    |

## Economia
El 2007 la població en edat de treballar era de 1.803 persones, 1.316 eren actives i 487 eren inactives. De les 1.316 persones actives 1.237 estaven ocupades (673 homes i 564 dones) i 79 estaven aturades (39 homes i 40 dones). De les 487 persones inactives 208 estaven jubilades, 167 estaven estudiant i 112 estaven classificades com a «altres inactius».

### Ingressos
El 2009 a Thuré hi havia 1.127 unitats fiscals que integraven 2.864,5 persones, la mediana anual d'ingressos fiscals per persona era de 18.720 €.

### Activitats econòmiques
Dels 72 establiments que hi havia el 2007, 2 eren d'empreses extractives, 1 d'una empresa alimentària, 1 d'una empresa de fabricació de material elèctric, 5 d'empreses de fabricació d'altres productes industrials, 17 d'empreses de construcció, 7 d'empreses de comerç i reparació d'automòbils, 5 d'empreses de transport, 5 d'empreses d'hostatgeria i restauració, 5 d'empreses financeres, 6 d'empreses immobiliàries, 8 d'empreses de serveis, 3 d'entitats de l'administració pública i 7 d'empreses classificades com a «altres activitats de serveis».
Dels 20 establiments de servei als particulars que hi havia el 2009, 1 era una oficina de correu, 1 una oficina bancària, 3 tallers de reparació d'automòbils i de material agrícola, 3 paletes, 3 guixaires pintors, 3 fusteries, 3 lampisteries, 1 electricista i 2 perruqueries.
L'únic establiment comercial que hi havia el 2009 era una fleca.
L'any 2000 a Thuré hi havia 48 explotacions agrícoles que ocupaven un total de 1.843 hectàrees.

## Equipaments sanitaris i escolars
El 2009 hi havia 1 farmàcia i 1 ambulància.
El 2009 hi havia 1 escola maternal i 2 escoles elementals.

## Poblacions més properes
El següent diagrama mostra les poblacions més properes.